# Luís Lobo da Silva
Luís Lobo da Silva foi um administrador colonial português que exerceu o cargo de Governador e de Capitão-General na Capitania-Geral do Reino de Angola entre 1684 e 1688, tendo sido antecedido por João da Silva e Sousa e sucedido por João de Lencastre.
Na Guerra da Restauração, exercendo o posto de capitão de cavalos das tropas da Estremadura portuguesa, foi ferido numa mão esquerda.